# Josefina Gómez Mendoza
Josefina Gómez Mendoza (Madrid, 1 de junio de 1942) es una geógrafa, escritora y catedrática emérita española.
De 1984 a 1985 fue rectora de la Universidad Autónoma de Madrid, siendo la primera mujer en cargo del rectorado en la dicha universidad. También es Académica de Número de la Real Academia de la Historia, medalla n.º 7, fue elegida el 8 de febrero de 2002, tomó posesión el 27 de abril de 2003.

## Trayectoria
Nacida en Madrid en 1942, se licenció en Filosofía y Letras, de la Sección Historia en la Universidad Complutense de Madrid (1974). Posteriormente, se doctoró en Filosofía y Letras (Sección de Historia y Geografía) por la misma universidad.
En 1978 fue profesora adjunta de Geografía por oposición y en 1979 profesora agregada. En 1981 ganó por concurso de acceso la Cátedra de Geografía de España.
De 1985 a 2012 fue catedrática de Análisis Geográfico Regional en la Universidad Autónoma de Madrid. En junio de 2005 fue nombrada doctora honoris causa de la Universidad Carlos III de Madrid e investida el 3 de febrero de 2006. 
En septiembre de 2012 fue nombrada catedrática emérita de la Universidad Autónoma de Madrid. En octubre de 2012 profesora emérita de la Universidad Autónoma de Madrid y en noviembre doctora honoris causa por la Escuela Normal Superior de Lyon.
Fue consejera de Estado electiva de 2003 a 2008 y de 2008-2013 y vocal del Consejo Nacional de Parques Nacionales (desde 2008).
Fue presidenta de la Asociación de Geógrafos Españoles (1993-1997).
Ha colaborado en algunos medios de comunicación, entre ellos el diario El País.

## Reconocimientos
En 2020, Josefina Gómez Mendoza fue incluida en el proyecto de la Subdirección General de Archivos Estatales titulado Mujeres Investigadoras en los Archivos Estatales (1900-1970). Esta iniciativa fue impulsada por el Ministerio de Cultura y su objetivo es reconocer y poner en valor las contribuciones de aquellas mujeres que desarrollaron investigaciones en los diferentes archivos estatales a principios del siglo XX.

## Libros
Ha publicado libros como:
- 1977: La campiña del bajo Henares en la aglomeración de Madrid
- 1977: Agricultura y expansión urbana
- 1982: El pensamiento geográfico
- 1982: Viajeros y paisajes
- 1992: Ciencia y política de los montes españoles (1848-1936)
- 1999: Los paisajes de Madrid (Naturaleza y Medio Rural)

## Premios y honores
- 14 de junio de 2002: Gran Cruz de la Orden Civil de Alfonso X el Sabio.
- 2009: Medalla de oro al Mérito en el Trabajo.
- Medalla de oro de la Universidad Autónoma de Madrid.
- Palmes Académiques de Francia.
- 2006: Doctora honoris causa Universidad Carlos III de Madrid.
- 2011: Distinción Fernando González Bernáldez. Fundación González Bernáldez.
- 10 de octubre de 2012: doctora honoris causa École Normale Supérieure de Lyon.